# San Antonio de Areco Airport
San Antonio de Areco Airport är en flygplats i Argentina.   Den ligger i provinsen Buenos Aires, i den centrala delen av landet, 100 km väster om huvudstaden Buenos Aires. San Antonio de Areco Airport ligger 25 meter över havet.
Terrängen runt San Antonio de Areco Airport är mycket platt. Närmaste större samhälle är San Antonio de Areco, 8,4 km sydväst om San Antonio de Areco Airport.
Trakten runt San Antonio de Areco Airport består till största delen av jordbruksmark. Runt San Antonio de Areco Airport är det ganska glesbefolkat, med 21 invånare per kvadratkilometer.